# Abbaye de Wienhausen
L'abbaye de Wienhausen est un ancien couvent cistercien datant du XIIIe siècle, aujourd'hui couvent évangélique luthérien, situé à Wienhausen, commune de Basse-Saxe.

## Architecture
L'abbaye est dans son ensemble assez préservée. À l'est de l'église il y a le moulin et les bâtiments agricoles. Au nord, à l'angle de droite de l'église, il y a le couvent : le pignon et le cloître gothique date du Moyen Âge, le bâtiment à colombages de la Réforme protestante. L'église se compose de l'église romane archidiaconale (dont la tour d'origine a été détruite), devenue à l'ouest une grande abbatiale gothique avec le rez-de-chaussée pour les nonnes et l'étage pour les pèlerins. Les deux bâtiments sont séparés par un mur en bois et utilisés séparément.
Ce chœur des nonnes est achevé au XIVe siècle. Les plafonds et les murs sont peints de scènes bibliques : la Création, la vie et la mort du Christ, sa résurrection et son règne sur la Jérusalem céleste. Durant des travaux en 1952, on retrouve des objets de la vie quotidienne et de culte des XIVe et XVe siècles.
L'abbaye de Wienhausen est connu pour sa collection de tapisseries gothiques des XIVe et XVe siècles. Leurs thèmes sont laïcs et religieux comme la légende Tristan et la vie de saints (Thomas, Anne et Élisabeth).

## Histoire
Le couvent est fondé en 1230 par Agnes von Landsberg (de) à Wienhausen, à 15 km de Celle. D'après les chroniques, il succèderait à un autre couvent qu'on a déménagé parce qu'il était proche de marécages. Le transfert est confirmé par l'évêque Conrad II (margrave de Misnie) (de). Les sœurs vivent selon l'ordre cistercien.
En 1528, le duc Ernest Ier de Brunswick-Lunebourg impose la religion luthérienne. Le couvent devient protestant, malgré l'opposition des nonnes. Aujourd'hui les conventuelles sont des luthériennes. En 1531, il détruit des bâtiments qui seront reconstruits vingt ans plus tard dans le style du colombage. En 1555, l'ordre monastique de Lunebourg. En 1587, la première abbesse luthérienne est nommée.
Pendant de nombreuses années, les catholiques s'y retrouvent secrètement.

## Galerie

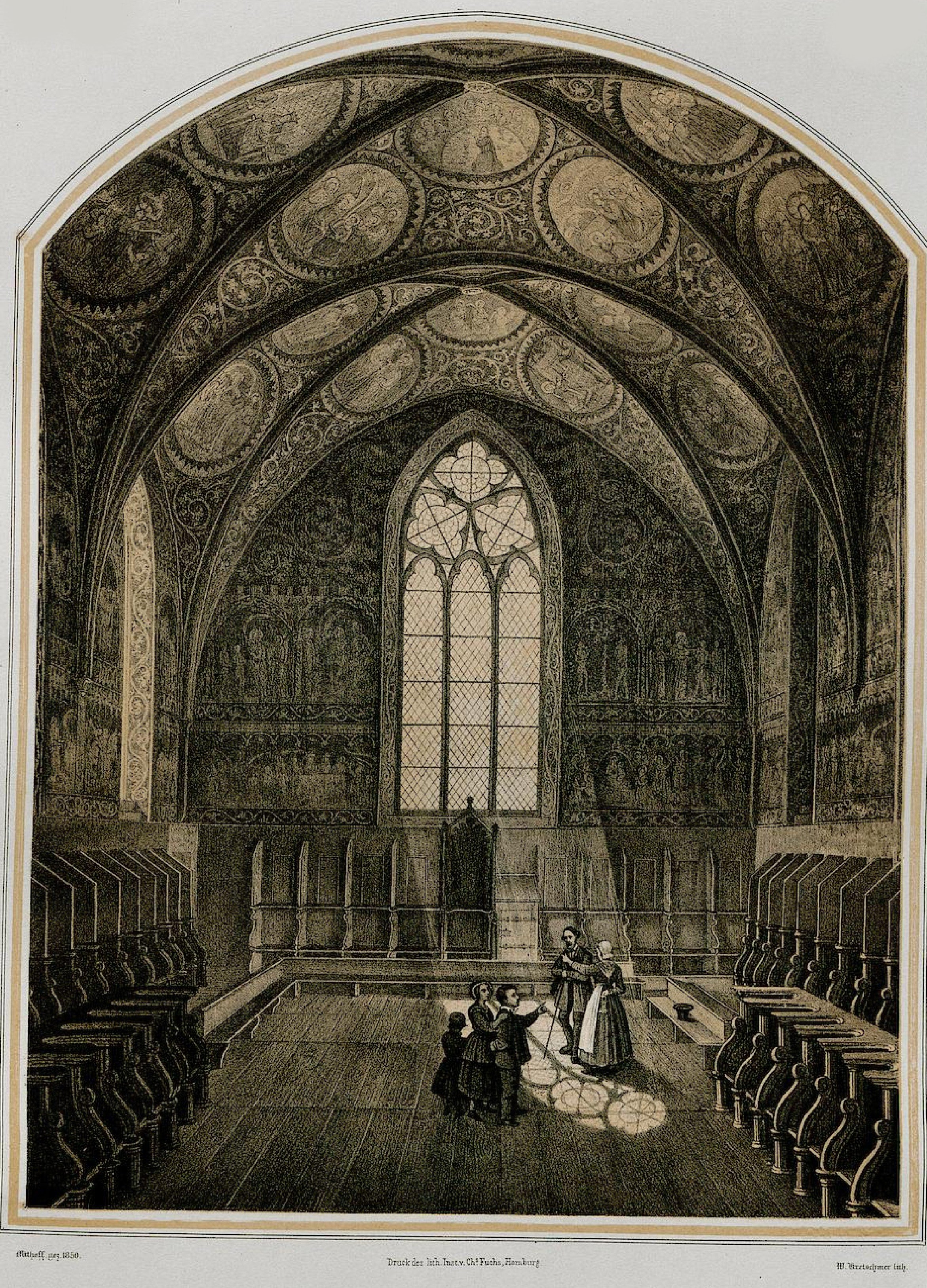
Le chœur des nonnes (vers 1849-1862).
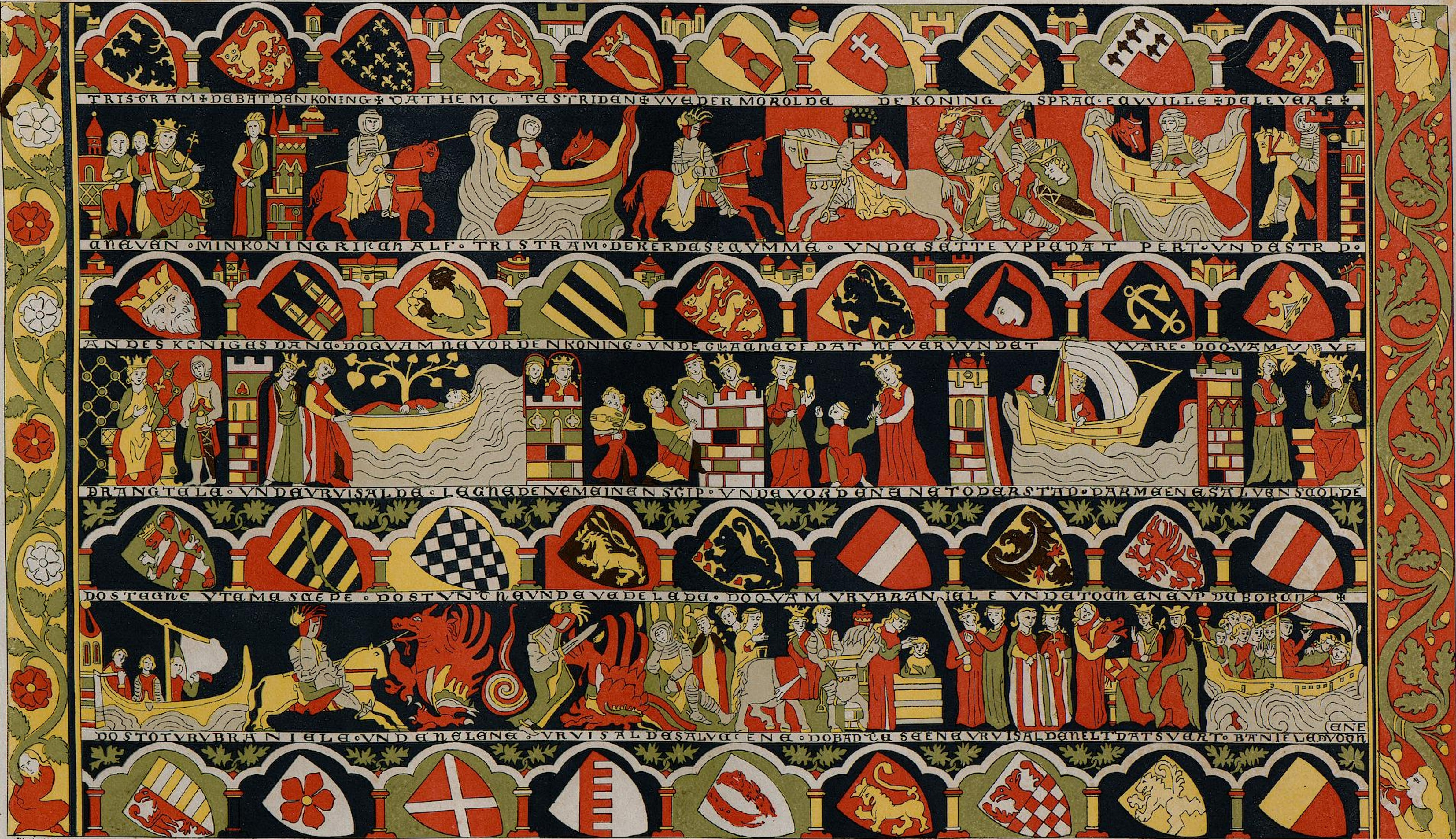
La légende de Tristan.
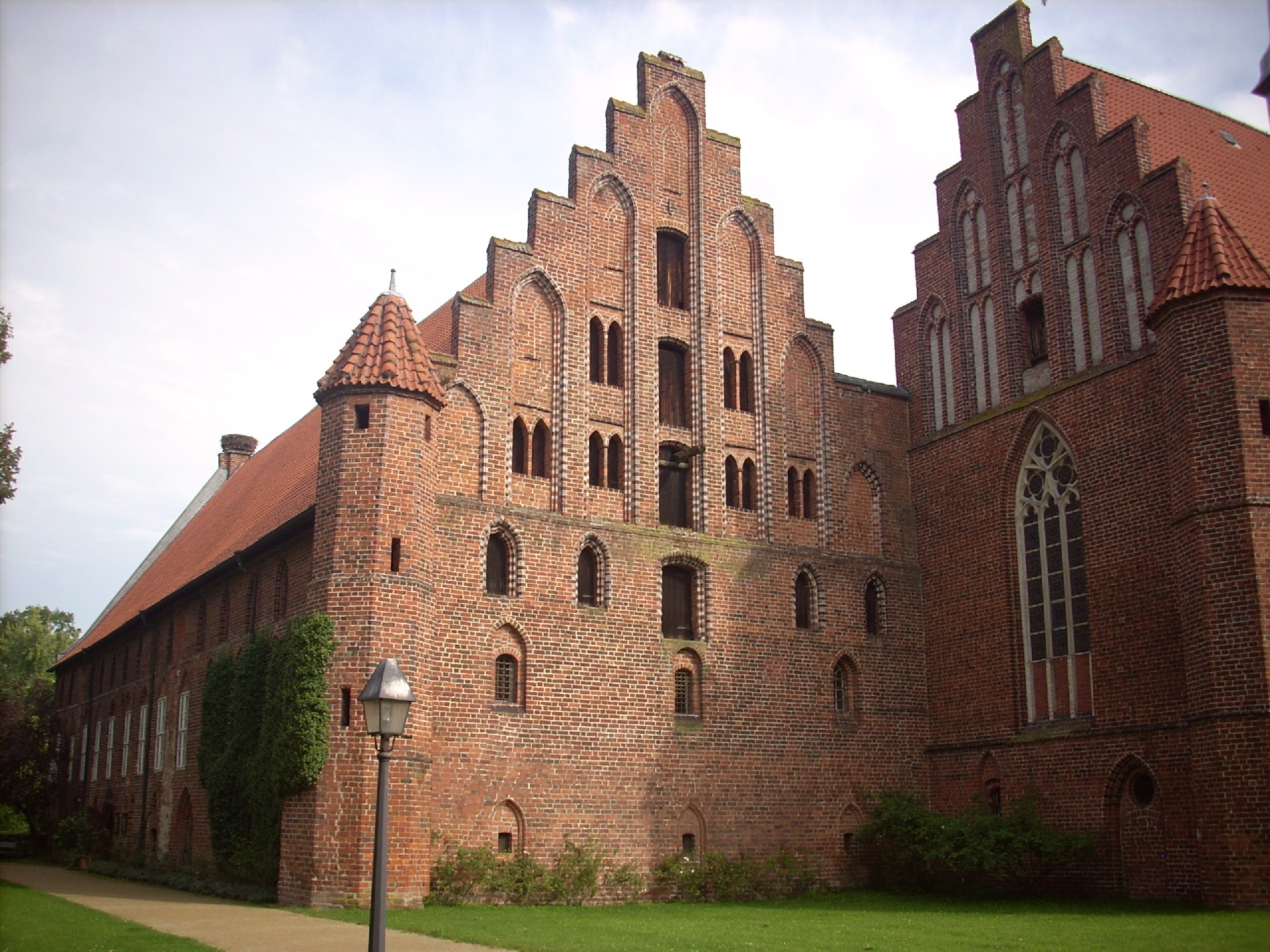
Le couvent à gauche, l'église à droite.
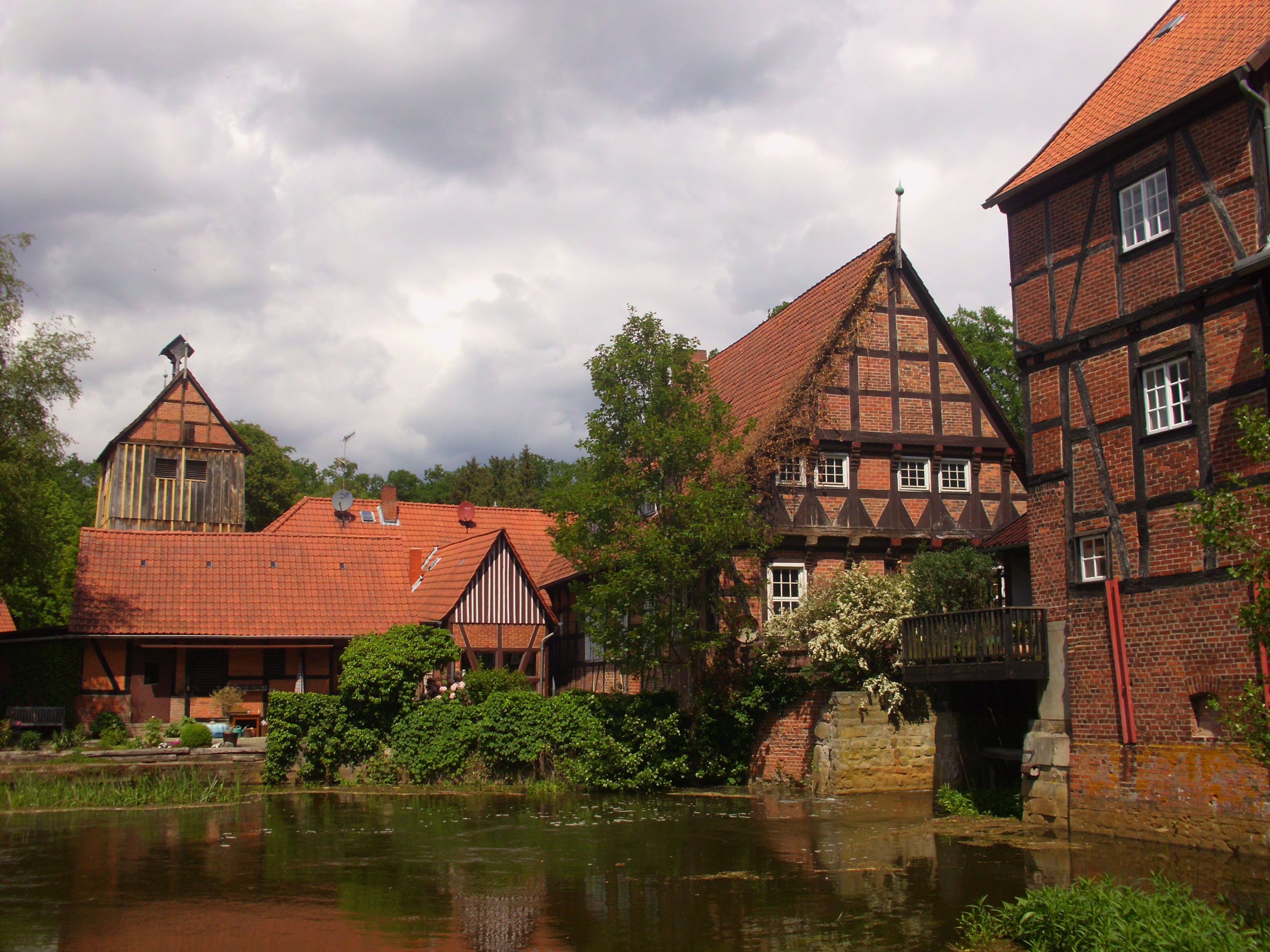
Le moulin et les bâtiments agricoles

## Source, notes et références
- (de) Cet article est partiellement ou en totalité issu de l’article de Wikipédia en allemand intitulé « Kloster Wienhausen » (voir la liste des auteurs).